# Oscar de melhor filme internacional
O Oscar de Melhor Filme Internacional (anteriormente chamado de Oscar de Melhor Filme Estrangeiro) é um prêmio cinematográfico entregue anualmente pela Academia de Artes e Ciências Cinematográficas dos Estados Unidos para um longa-metragem produzido fora dos Estados Unidos com diálogos predominantemente em uma língua diferente do inglês.
Quando a primeira cerimônia do Oscar foi realizada em 16 de maio de 1929 para homenagear os filmes lançados em 1927–28, não havia uma categoria separada para os filmes em línguas estrangeiras. Entre 1948 e 1956, a Academia presenteou Prêmios Especiais/Honorários para os melhores filmes estrangeiros lançados nos Estados Unidos. Esses prêmios, entretanto, não foram entregues regularmente (nenhum prêmio foi entregue em 1954), e não eram competitivos já que não havia indicados além do vencedor do ano. Para o Oscar 1957, um Prêmio da Academia ao Mérito, conhecido oficialmente como Oscar de Melhor Filme em Língua Estrangeira, foi criado para filmes que não eram falados em inglês, sendo entregues anualmente desde então.

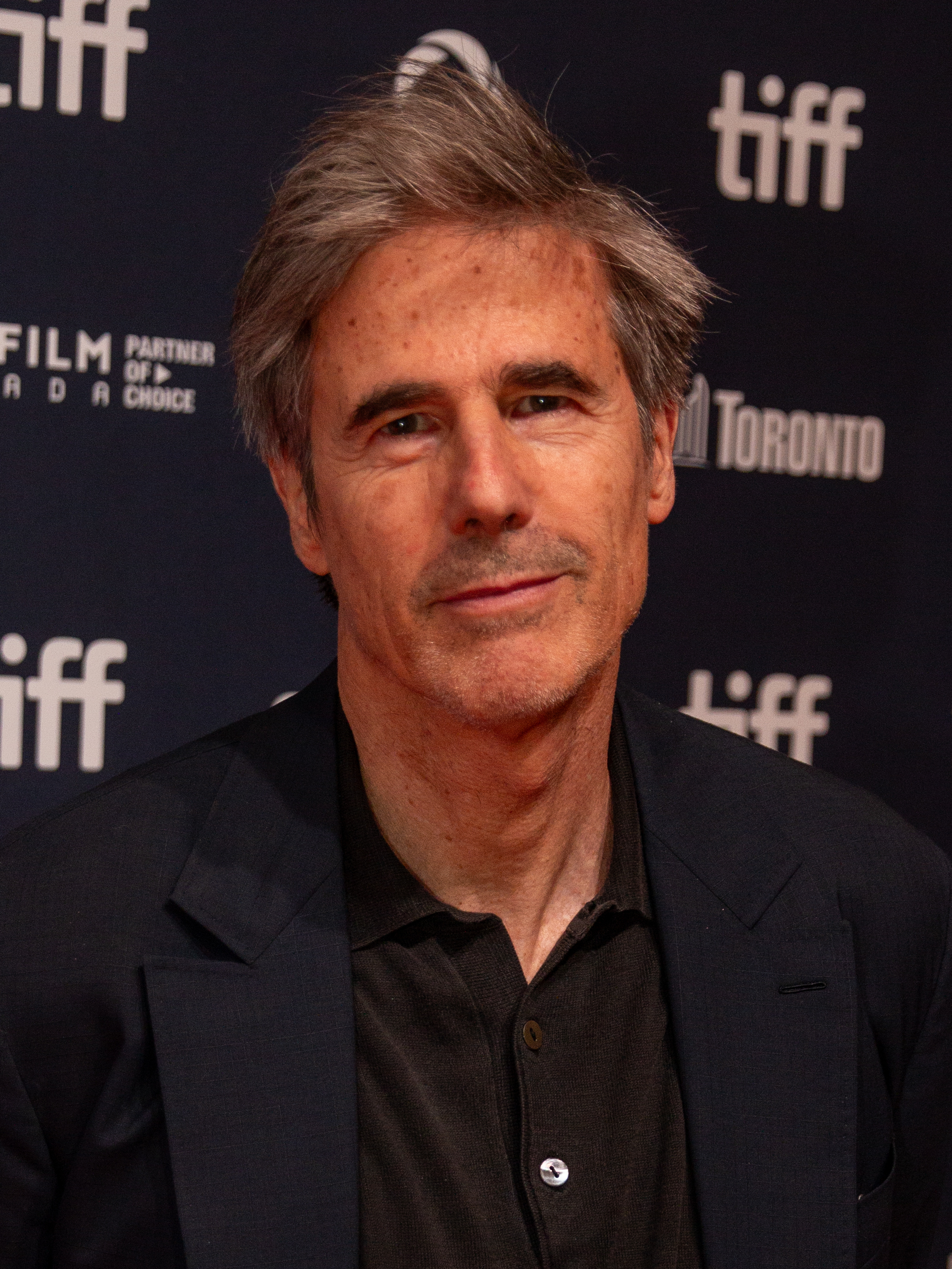
Walter Salles, realizador de Ainda Estou Aqui filme vencedor pelo Brasil de Melhor Filme Internacional no Oscar 2025

À diferença da maioria das demais categorias, o prêmio de Melhor Filme Internacional não visa um indivíduo em específico, é um prêmio coletivo, para o país que o envia e para os criadores do filme como um todo. Inicialmente, nem mesmo o diretor do filme vencedor costumava ser oficialmente reconhecido como recebedor do prêmio. Isso só mudou em 2014, quando a Academia finalmente concordou em reconhecer, além do país, também os diretores dos filmes vencedores, passando a gravar seus nomes na estatueta do Oscar desde então. Durante os anos, o Oscar de Melhor Filme Internacional e seus predecessores foram entregues quase que exclusivamente a filmes europeus: dos 66 prêmios entregues pela Academia desde 1948, 54 foram para filmes europeus, seis para asiáticos, três para africanos e três para filmes das Américas. Federico Fellini dirigiu quatro filmes vencedores, mais do que qualquer outro diretor. Se os Prêmios Especiais forem levados em conta, o recorde de Fellini é empatado por Vittorio De Sica. O épico soviético Voyna i Mir, por sua parte, é de longe o filme mais longo e caro a vencer o prêmio de Melhor Filme Estrangeiro. Filmado por vários anos durante a década de 1960 para um custo estimado em 700 milhões de dólares e duração de aproximadamente sete horas, é o filme mais caro da história se medido ajustando-se a inflação.
O país estrangeiro mais premiado é a Itália, com 14 prêmios ganhos (incluindo três prêmios honorários) e 28 indicações, enquanto a França é o país estrangeiro com o maior número de indicações (37 para 12 vitórias, incluindo três prêmios honorários). Israel é o país estrangeiro com o maior número de candidaturas (10) sem premiação, enquanto Portugal tem o maior número de candidaturas (34) sem indicação. No Oscar 2020, o concorrente da Coreia do Sul, Gisaengchung, tornou-se no primeiro vencedor do prêmio de Melhor Filme Internacional, e o primeiro filme não falante de inglês no geral, a também ganhar o prêmio de Melhor Filme.

## História
Quando a primeira cerimônia do Oscar foi realizada em 1929, nenhum filme em língua estrangeira foi homenageado. Durante o início da era pós-guerra (1947–1955), oito filmes em língua estrangeira receberam Prêmios Especiais ou Honorários. O líder da Academia e membro do conselho, Jean Hersholt, argumentou que "um prêmio internacional, se administrado de maneira adequada e cuidadosa, promoveria uma relação mais estreita entre os artesãos de cinema americanos e os de outros países". O primeiro filme em língua estrangeira homenageado com tal prêmio foi o drama neorrealista italiano Sciuscià, cuja citação dizia: "a alta qualidade deste filme, trazido à vida eloquente em um país marcado pela guerra, é uma prova para o mundo de que o espírito criativo pode triunfar sobre a adversidade". Nos anos seguintes, prêmios semelhantes foram dados a outros sete filmes: um da Itália (Ladri di biciclette), dois da França (Monsieur Vincent e Jeux interdits), três do Japão (Rashômon,Jigokumon e Miyamoto Musashi), bem como uma co-produção franco-italiana (Le mura di Malapaga). Esses prêmios, no entanto, foram distribuídos de forma discricionária, em vez de regular (nenhum prêmio foi concedido no Oscar 1954) e não eram competitivos, pois não havia indicados, mas apenas um filme vencedor por ano.
Uma categoria separada para filmes em outros idiomas foi criada em 1957. Conhecido como o prêmio de Melhor Filme Estrangeiro, tem sido concedido todos os anos desde então. O primeiro vencedor foi o drama neorrealista italiano La strada, que ajudou a estabelecer Federico Fellini como um dos mais importantes diretores europeus.
Durante a reunião do conselho de governadores da Academia em 23 de abril de 2019, foi decidido que a categoria seria renomeada para Melhor Filme Internacional a partir do 92.º Prêmio da Academia em 2020. Argumentou-se que o uso do termo "Estrangeiro" estava "desatualizado na comunidade cinematográfica global", e que o novo nome "representa melhor esta categoria e promove uma visão positiva e inclusiva da produção cinematográfica e da arte do cinema como uma experiência universal". Filmes de animação e documentários também serão permitidos nesta categoria. Os critérios de elegibilidade existentes permanecem.

## Elegibilidade
Ao contrário de outros prêmios da Academia, o Prêmio de Melhor Filme Internacional não exige que os filmes sejam lançados nos Estados Unidos para serem qualificados para a competição. Os filmes que competem na categoria devem ter sido lançados no país em que foram inscritos durante o período de elegibilidade definido pelas regras da Academia e devem ter sido exibidos por pelo menos sete dias consecutivos em uma sala de cinema comercial. O período de elegibilidade para a categoria difere do exigido para a maioria das outras categorias: o ano de premiação definido para a categoria Filme Internacional geralmente começa e termina antes do ano de premiação normal, que corresponde a um ano calendário exato. Para o Oscar 2008, por exemplo, o prazo de lançamento foi definido em 30 de setembro de 2007, enquanto a disputa de qualificação para a maioria das outras categorias se estendeu até 31 de dezembro de 2007.
Embora o prêmio seja comumente referido simplesmente como o Oscar do Filme Estrangeiro em artigos de jornais e na Internet, tal designação é enganosa, já que a nacionalidade de um filme importa muito menos do que seu idioma. Embora um filme tenha de ser não estadunidense para ser indicado ao prêmio, ele também deve ser em um idioma diferente do inglês. Filmes estrangeiros em que a maioria dos diálogos seja em inglês não podem se qualificar para o Prêmio de Melhor Filme Internacional, e a Academia geralmente aplica esse requisito muito a sério ao desqualificar filmes que contêm muito diálogo em inglês, sendo o caso mais recente o do filme nigeriano Lionheart (2019), apesar de o inglês ser a língua oficial da Nigéria. Apesar da importância básica do requisito de língua estrangeira, o filme de dança argelino de 1983, Le Bal, foi nomeado, apesar da falta de diálogo.
Outro fator desqualificador é a transmissão de um filme pela televisão ou pela Internet antes de seu lançamento nos cinemas, daí a rejeição da Academia ao filme holandês Bluebird (2004). Um filme também pode ser recusado se o país que o enviou tiver exercido controle artístico insuficiente sobre ele. Vários filmes foram declarados inelegíveis pela Academia pelo último motivo, o mais recente dos quais é Se, jie (2007), a submissão de Taiwan para o Oscar 2008. As desqualificações, no entanto, geralmente ocorrem na fase de pré-indicação, com exceção de Un lugar en el mundo (1992), a submissão do Uruguai para o Oscar 1993, que foi desclassificado por causa do controle artístico insuficiente do Uruguai após ter garantido uma indicação. Até o momento, é o único filme que foi declarado inelegível e retirado da votação final após ter sido indicado ao Prêmio de Melhor Filme Estrangeiro.
Desde o Oscar 2007, os filmes enviados não precisam mais estar no idioma oficial do país que os inscreveu. Este requisito havia anteriormente impedido os países de enviar filmes em que a maior parte do diálogo era falada em um idioma que não era nativo do país que os inscreveu, e o diretor executivo da Academia citou explicitamente como motivo para a mudança de regra o caso do filme italiano Private (2004), que foi desclassificado simplesmente porque suas principais línguas faladas eram o árabe e o hebraico, nenhuma das quais línguas indígenas da Itália. Essa mudança de regra permitiu que um país como o Canadá recebesse uma indicação para um filme em hindi, Water. Anteriormente, o Canadá havia sido indicado apenas para filmes em francês, uma vez que filmes filmados no outro idioma oficial do Canadá (inglês) não eram elegíveis para consideração na categoria de filmes em língua estrangeira. Antes da mudança de regra, o Canadá havia enviado dois filmes em diferentes — o filme em idioma inventado Une balle dans la tête em 1991 e o filme em idioma inuktitut Atanarjuat: The Fast Runner em 2001. Inuktitut, uma das línguas indígenas do país, não oficial em todo o Canadá, mas era (e ainda é) oficial em Nunavut e nos Territórios do Noroeste. Nenhum dos dois filmes foi indicado. A mudança na regra, entretanto, não afetou a elegibilidade de filmes estadunidenses que não falem inglês, que ainda são desclassificados da categoria devido à sua nacionalidade. Por causa disso, um filme em língua japonesa como Letters from Iwo Jima (2006) ou um filme em língua maia como Apocalypto (2006) não puderam concorrer ao Oscar de Melhor Filme Estrangeiro, embora ambos tenham sido indicados para (e, no caso de Letters from Iwo Jima, ganhou) o Globo de Ouro de melhor filme em língua estrangeira, que não possui restrições de nacionalidade semelhantes. As restrições de nacionalidade também diferem da prática da British Academy of Film and Television Arts (BAFTA) por seu prêmio análogo de Melhor Filme Em Língua Não Inglesa. Embora a elegibilidade ao Prêmio BAFTA exija uma liberação comercial no Reino Unido, esse órgão não impõe uma restrição de nacionalidade.
Todos os filmes produzidos dentro dos Estados Unidos foram inelegíveis para consideração, independentemente do idioma de sua faixa de diálogo. Esse fato também incluiu filmes produzidos em possessões estadunidenses no exterior. No entanto, Porto Rico é um território não incorporado dos Estados Unidos e costumava ser elegível, apesar dos porto-riquenhos terem cidadania estadunidense desde 1917. Seu maior sucesso neste prêmio foi receber uma indicação para Lo que le pasó a Santiago (1989). No entanto, a partir de 2011, a Academia decidiu não permitir mais inscrições do território.

## Processo de inscrição, submissão e indicação
Cada país é convidado a enviar o que considera seu melhor filme para a Academia. Apenas um filme é aceito de cada país. A designação da inscrição oficial de cada país deve ser feita por uma organização, júri ou comitê composto por pessoas da indústria cinematográfica. Por exemplo, a inscrição britânica é enviada pela British Academy of Film and Television Arts, e a inscrição brasileira é enviada por um comitê do Ministério da Cultura. Os nomes dos membros do grupo de seleção devem ser enviados à Academia.
Depois que cada país designa sua inscrição oficial, cópias legendadas em inglês de todos os filmes inscritos são exibidas pelo(s) Comitê(s) de Premiação de Filmes Estrangeiros, cujos membros selecionam por voto secreto as cinco nomeações oficiais. Este procedimento foi ligeiramente modificado para o Oscar 2007: uma lista de nove filmes foi publicada uma semana antes do anúncio oficial das nomeações, e um comitê menor de 30 membros, que incluiu 10 membros da Academia com sede em Nova Iorque, gastou três dias vendo os filmes selecionados antes de escolher os cinco indicados oficiais. O procedimento foi alterado novamente para o Oscar 2020, permitindo que todos os membros da Academia participassem desse procedimento de seleção.
A votação final para o vencedor é restrita a membros ativos e vitalícios da Academia que assistiram a exibições de todos os cinco filmes indicados. Membros que assistiram às inscrições de filmes em língua estrangeira apenas em videocassete ou DVD não têm direito a voto.

## Recebedor do prêmio
Ao contrário do Oscar de Melhor Filme, que oficialmente vai para os produtores do filme vencedor, o Prêmio de Melhor Filme Internacional não visa indivíduos em particular, é considerado um prêmio coletivo, para o país que o inscreveu, para o seu diretor e os criadores do filme como um todo. Por exemplo, a estatueta do Óscar ganho pelo filme canadense The Barbarian Invasions (2003) estava até recentemente em exibição no Musée de la civilisation na cidade de Quebec. Ele agora está em exibição na caixa de luz TIFF Bell.
As regras que regem atualmente a categoria de Filme Internacional estabelecem que "a estatueta da Academia (Oscar) será concedida ao filme e aceita pelo seu diretor em nome dos talentos criativos do filme", sendo o nome do diretor incluído na estatueta logo abaixo do título do filme e do país que representa. Portanto, o diretor do filme vencedor ganha o prêmio de forma coletiva, não individualmente, aceitando-o em nome em nome do país que representa e de seus criadores. O prêmio tem sido sempre foi associado de forma coletiva, com exceção do Oscar de 1957, quando os nomes dos produtores foram incluídos na indicação para a categoria de Filme Estrangeiro. Oficialmente, considera-se que um diretor como Federico Fellini recebeu de forma coletiva os quatro Óscares que os seus filmes ganharam na categoria de Melhor Filme em Língua Estrangeira, sendo o Prêmio Honorário de 1992 o único Óscar que Fellini ganhou individualmente. No entanto, os produtores Dino De Laurentiis e Carlo Ponti são considerados como tendo ganho o Prêmio de Melhor Filme Estrangeiro de 1957 dado a La strada (1954) de Fellini porque seus nomes foram explicitamente incluídos na indicação.
Por outro lado, o Prêmio BAFTA de Melhor Filme Em Língua Não Inglesa é concedido ao diretor e ao produtor — as regras desse prêmio declaram especificamente que a indicação e o prêmio são apresentados ao diretor e/ou se "um produtor compartilhou igualmente a contribuição criativa com o diretor, ambos os nomes podem ser apresentados. Um máximo de duas pessoas serão nomeadas por filme".
Em 2014, foi anunciado que o nome do diretor será gravado na estatueta do Oscar, além do nome do país.

## Críticas e controvérsias
Como cada país escolhe sua apresentação oficial de acordo com suas próprias regras, as decisões dos órgãos de indicação em cada país respectivo às vezes são envolvidas em polêmica: por exemplo, o comitê de seleção indiano (Film Federation of India) foi acusado de parcialidade por Bhavna Talwar, o diretor do filme Dharm (2007), que afirmou que seu filme foi rejeitado em favor de Eklavya: The Royal Guard (2007) por causa das conexões pessoais do diretor e produtor deste último filme. Alissa Wilkinson, da Vox, argumentou em 2020 que países como China, Rússia e Irã frequentemente censuram suas inscrições, ignorando filmes com mensagens politicamente controversas.
Nos últimos anos, a definição da Academia do termo "país" causou debate. As inscrições para o Oscar 2003, por exemplo, ficaram envoltas em polêmica quando foi relatado que Humbert Balsan, produtor do filme palestino aclamado pela crítica Yadon ilaheyya (2002), tentou enviar seu filme para a Academia, mas foi informado de que não poderia concorrer ao Prêmio de Melhor Filme Estrangeiro porque o Estado da Palestina não é reconhecido pela Academia em suas regras. Como a Academia já havia aceitado filmes de outras entidades políticas, como Hong Kong, a rejeição da Intervenção Divina gerou acusações de duplo critério por parte de ativistas pró-palestinos. Três anos depois, porém, outro filme árabe-palestino, Paradise Now (2005), conseguiu ser indicado ao Prêmio de Melhor Filme Estrangeiro. A indicação também causou protestos, desta vez de grupos pró-israelenses nos Estados Unidos, que se opuseram ao uso do nome Palestina pela Academia em seu site oficial para designar o país candidato ao filme. Após intenso protesto de grupos pró-israelenses, a Academia decidiu designar Paradise Now como uma apresentação da Autoridade Palestina, uma medida que foi condenada pelo diretor do filme, Hany Abu-Assad. Durante a cerimônia de premiação, o filme acabou sendo anunciado pelo apresentador Will Smith como uma apresentação dos territórios palestinianos.
Outro objeto de controvérsia é a regra "um país, um filme" da Academia, que foi criticada por alguns cineastas. Guy Lodge, do The Guardian, escreveu em 2015 que a ideia de uma categoria de Melhor Filme Estrangeiro é uma "premissa fundamentalmente falha" e esta é a "mais criticada de todas as categorias do Oscar". Ele também afirmava "Em um mundo perfeito — ou, pelo menos, um mundo tão perfeito quanto permitiria a ostentação de prêmios de filmes — não haveria necessidade de um Oscar separado para melhor filme em língua estrangeira. O fato de que, após 87 anos, a Academia nunca homenageou um filme não predominantemente em inglês, pois o melhor do ano diz tudo sobre suas próprias limitações, e nada sobre as do cinema mundial”. No Oscar 2020, o filme sul-coreano Gisaengchung foi o primeiro a ganhar o recém-nomeado Melhor Filme Internacional e Melhor Filme no mesmo ano.